# Strategus argentinus
Strategus argentinus är en skalbaggsart som beskrevs av Hermann Julius Kolbe 1906. Strategus argentinus ingår i släktet Strategus och familjen Dynastidae. Inga underarter finns listade i Catalogue of Life.